# Günter Reisch
Günter Reisch (Berlin, 1927. november 24. – Berlin, 2014. február 24.) német filmrendező, forgatókönyvíró és egyetemi tanár. A második világháború utolsó szakaszában harcolt, belépett a Nemzetiszocialista Német Munkáspártba is. Miután kiszabadult az amerikai hadifogságból, visszatért az NDK-ba, csatlakozott pártokhoz is. Az NDK egyik legismertebb rendezője lett, 20 filmet készített.

## Filmográfia
- 1956: Junges Gemüse
- 1957: Spur in die Nacht
- 1958: Das Lied der Matrosen
- 1959: Maibowle
- 1959: Der schweigende Stern
- 1960: Szilveszteri puncs
- 1961: Gewissen in Aufruhr
- 1962: Ach, du fröhliche …
- 1963: Der Dieb von San Marengo
- 1965: Solange Leben in mir ist
- 1967: Ein Lord am Alexanderplatz
- 1968: Jungfer, Sie gefällt mir
- 1970: Unterwegs zu Lenin
- 1972: Trotz alledem!
- 1973: Wolz – Leben und Verklärung eines deutschen Anarchisten
- 1976: Nelken in Aspik
- 1977: Anton, a varázsló
- 1978: Addio, piccola mia
- 1980: Die Verlobte
- 1987: Wie die Alten sungen…
- 1989: Zimbabwe – Dreams of the future